# Torneå revir
Torneå revir var ett skogsförvaltningsområde inom Övre Norrbottens överjägmästardistrikt och omfattade av Norrbottens län Övertorneå, Hietaniemi, Karl Gustavs och Nedertorneå socknar samt Ohtanajärvi kronopark med Ohtanajärvi, Suaningi och Kivijärvi byområden av Korpilombolo kapellförsamling. Reviret, som var indelat i fem bevakningstrakter, omfattade (1919) 111 919 hektar allmänna och under statens kontroll stående enskilda skogar, varav fem kronoparker med en areal av 102 698 hektar.